# Iniéstola
Iniéstola – gmina w Hiszpanii, w prowincji Guadalajara, w Kastylii-La Mancha, o powierzchni 10,05 km². W 2011 roku gmina liczyła 20 mieszkańców.